# Hasbara Fellowships
Hasbara Fellowships (în română Frățiile Hasbara) este o organizație care trimite studenți în Israel și îi pregătește să devină activiști eficienți pro-Israel în campusurile universitare. Cu sediul în New York, organizația a fost înființată în 2001 de Aish HaTorah în colaborare cu Ministerul Israelian al Afacerilor Externe. Hasbara Fellowships susține că a pregătit în jur de 2.000 de studenți din peste 220 de campusuri nord-americane.

## Activități
Activiștii pregătiți de Hasbara Fellowships au fost implicați în câteva manifestații din campusuri. În 2002, Hasbara Fellowships a organizat o manifestație la Conferința Națională a Studenților Palestinieni de la Universitatea din Michigan. În 2007, membrii Hasbara Fellowships de la Universitatea Brandeis au protestat împotriva cărții Palestine: Peace Not Apartheid (în română Palestina: pace, nu apartheid) a fostului președinte american Jimmy Carter.
În mai 2007, Hasbara Fellowships (co-sponsorizată de Ministerul Israelian al Afacerilor Externe) și-a chemat voluntarii să contracareze un „curent periculos” constituit de articole Wikipedia care ar fi portretizat Israelul într-o „lumină negativ”. Cititorii interesați au fost încurajați „să se alăture unei echipe de Wikipediști pentru a se asigura că Israelul este prezentat corect și precis”.
În 2008, Hasbara Fellowships a ajutat la organizarea „Săptămânii Apartheidului Statului Islamic” la Universitatea York, pentru a contracara evenimentul „Săptămâna Apartheidului Israelian”.
În 2010, Hasbara Fellows a înființat „Săptămâna Păcii în Israel”, ca răspuns la „Săptămâna Apartheidului Israelian”. În primul său an, programul s-a desfășurat în 28 de campusuri din Statele Unite și trei din Australia.

## References
1. ↑  Arenson, Karen W. (26 februarie 2007). „Film's View of Islam Stirs Anger on Campuses”. Accesat în 16 aprilie 2017 – via NYTimes.com.
2. ↑  „History of Hasbara Fellowships”. Pagina oficială a Hasbara Fellowships. Arhivat din original la 20 mai 2018. Accesat în 20 mai 2018.
3. ↑  „Hasbara Fellowships - Homepage”. Accesat în 16 aprilie 2017.
4. ↑  Elliot Mathias (19 octombrie 2002). „The Michigan Rally: A Report”. aish.com. Accesat în 20 mai 2018.
5. ↑  „Dailynewstribune.com”. Arhivat din original la 26 ianuarie 2007. Accesat în 16 aprilie 2017.
6. ↑  Archive.org, Hasbara Fellowships Newsletter, 31 May 2007, accessed 24 May 2010.
7. ↑  Allan, Diana; Curtis Brown (2010). „The Mavi Marmara at the Frontlines of Web 2.0”. Journal of Palestine Studies. 1. 40: 63. doi:10.1525/jps.2010.xl.1.063.
8. ↑  Sheri Shefa (14 februarie 2008). „Jewish groups work to counter Israeli Apartheid Week” (PDF). fswc.ca. Arhivat din original (PDF) la 20 mai 2018. Accesat în 20 mai 2018.
9. ↑  Robyn Urback (5 martie 2011). „Islamic State Apartheid Week coming to campus”. macleans.ca. Accesat în 20 mai 2018.
10. ↑  Robert Leiter (5 aprilie 2013). „Pinpointing Israel on Campus”. Jewish Exponent. Arhivat din original la 22 septembrie 2018. Accesat în 20 mai 2018.
11. ↑  „Israelpeaceweek.org”. Arhivat din original la 6 martie 2010. Accesat în 16 aprilie 2017.
12. ↑  „Israel Peace Week sweeps US campuses”. ynetnews.com. 3 aprilie 2011. Accesat în 20 mai 2018.